# Namsrai Baatartsogt
Namsrai Baatartsogt (mongolisch Баатарцогт Намсрай, ᠪᠠᠭᠠᠲᠤᠷᠴᠣᠭ ᠲᠤ ᠨᠠᠮᠰᠠᠷᠠᠢ; * 21. November 1998 in der Mongolei) ist ein mongolischer Fußballspieler.

## Karriere

### Verein
Während der Saison 2019 der Mongolian First League spielte Baatartsogt für Soyombiin Baarsuud FC. In dieser Saison war er mit 27 Toren der beste Torschütze der Liga und erhielt die Auszeichnung als bester Stürmer der Liga. Baatartsogt wurde im Anschluss an die Saison bei den jährlichen Golden Ball Awards des Mongolischen Fußballverbands (MFF) als bester männlicher Spieler nominiert. Er wechselte für die Saison 2020 zu Khovd Western FC. Eine Saison später war er mit achtzehn Toren erneut der beste Torschütze der Liga und wurde zum besten Stürmer der Liga gekürt. Vor der Saison 2021 der Mongolian Premier League wechselte Baatartsogt mit einem Vierjahresvertrag zu Ulaanbaatar City FC.

### Nationalmannschaft
Baatartsogt gab sein Debüt in der A-Nationalmannschaft am 8. Juni 2022 in einem Spiel gegen Palästina. Bisher absolvierte er 3 Länderspiele.